# Glipa formosana
Glipa formosana es una especie de coleóptero de la familia Mordellidae. Presenta las siguientes subespecies:
- Glipa formosana apicepubens
- Glipa formosana formosana
- Glipa formosana laterufa
- Glipa formosana obscuripennis
- Glipa formosana subpubens
- Glipa formosana takashii
- Glipa formosana uniformis

## Distribución geográfica
Habita en la isla de Formosa.